# Francis Babbington Tussaud
Pour les articles homonymes, voir Tussaud.
Francis Babbington Tussaud, né en 1829 à Londres et mort le 8 mai 1858 à Rome, est un modeleur.

## Biographie
Francis Babbington Tussaud naît en 1829 à Londres.
Il est le fils de Joseph Tussaud et d'Elizabeth Babbington.
Il expose à la Royal Academy en 1855 et 1856.
Francis Babbington Tussaud meurt le 8 mai 1858 à Rome.